# Проспект Діагональ (Барселона)
Авеню Діагональ (кат. Avinguda Diagonal МФА: [əβiŋˈɡuðə ðiəɣuˈnaɫ]) — одна з найширших і найдовших авеню Барселони, що перетинає її за діагоналлю (звідси й походить назва) від кордону з муніципалітетом Асплугас-да-Любрагат до моря. Ширина авеню сягає 50 метрів, довжина — 11 кілометрів. Є однією з головних артерій міста, престижним місцем розташування торгових центрів і штаб-квартир фінансових установ.

## Історія
Хоча міська рада Барселони просила схвалити альтернативний проєкт архітектора Антоніо Ровіра-і-Тріас, все ж інженер Ільдефонс Серда дістав дозвіл з Мадрида на будівництво проспекту за власним проєктом у 1859 році — за указом королеви Іспанії Ізабелли II і дозволом іспанського уряду Леопольдо О'Доннелла.
Після завершення будівництва центральної частини від нинішньої площі Plaça de Francesc Macià до Glòries, авеню незабаром стало одним з найпопулярніших шляхів Барселони й ідеальним місцем проїзду для аристократів і каталонської буржуазії. Тут же було запропоновано побудувати палац для тодішнього монарха Альфонсо XIII в 1919, оскільки королівський палац у Ciutat Vella був знищений у вогні 1875 року.

## Архітектура
На авенюДіагональ серед іншого розташовані:
- Будинок барона Квадрас (Музей музики) — побудований за проєктом каталонського архітектора Жузепа Пуч-і-Кадафалка (Josep Puig i Cadafalch) (1904—1906)
- Будинок Каза Комалат (Casa Comalat) — будинок побудований за проєктом каталонського архітектора Сальвадора Валері-і-Пупурулл (Salvador Valeri i Pupurull) (1906—1911)
- Будинок зі шпилями (кат. Casa de les Punxes або Casa Terrades) — збудовано в 1905 (архітектор-модерніст Жузеп Пуч-і-Кадафалк).
- Готель Habitat Sky (хмарочос висотою 116 метрів, 31 поверх), збудований в 2007.
- Вежа Аґбар (Torre Agbar) — хмарочос, побудований в 2005 за проєктом французького архітектора Жан Нувеля поряд із площею Глорієс-Каталанес.
- Штаб-квартира банку La Caixa.
- Disseny Hub Barcelona — дизайн-студія Барселони, що належить Інституту культури Барселони.
- Пам'ятник поету Вердагеру Жасінту.
- Будинок Макайя, побудований в 1901 році.
- Барселонський університет.

## Назви
За різних політичних режимів Каталонії і Іспанії протягом 19-20 ст. авеню не раз змінювало свою назву.
Попередні назви авеню:
| Назва                                 | Назва каталанською                         | Коментар                                                                                  |
| ------------------------------------- | ------------------------------------------ | ----------------------------------------------------------------------------------------- |
| Гран-Віа-Діагональ                    | Gran Via Diagonal                          | початкова назва, дана проспекту Віктором Балаге і інженером Ілдефонсом Серда              |
| Авеню Аргуельєс                       | Avinguda d'Argüelles                       | В 1891 названо на честь Агустіна Арґуельєса (1776—1844)                                   |
| Авеню Націоналітет Каталана           | Avinguda de la Nacionalitat Catalana       | В 1922 названо на честь Співдружності Каталонії                                           |
| Авеню Альфонсо XIII                   | Avinguda d'Alfonso XIII                    | В 1924 названо на честь короля Альфонсо XIII                                              |
| Авеню Чотирнадцятого Квітня           | Avinguda del Catorze de Abril              | В 1931 названо на честь Другої іспанської республіки                                      |
| Гран-Віа-Діагональ                    | Gran Via Diagonal                          | В 1939 — тимчасова назва, дана зразу після захоплення Барселони профашистськими військами |
| Авеню генералісімуса Франсіско Франко | Avinguda del Generalísimo Francisco Franco | З 1939 проспект носив ім'я диктатора Франко                                               |
| Авеню Діагональ                       | Avinguda Diagonal                          | Сучасна назва — з 1979, коли було відновлено демократію                                   |